# Тверская ТЭЦ-1
Тверская ТЭЦ−1 — ТЭЦ, расположенная в городе Твери, и входящая в состав ООО «Тверская генерация».

## История
Нынешнюю Тверскую ТЭЦ−1 построили и ввели в строй в 1912 году владельцы Тверской мануфактуры Морозовы, чтобы снабжать электричеством прежде всего свою ткацкую фабрику. На электричество в домах тут же перешла и тогдашняя местная знать. А меценат Морозов пустил по городу первый трамвай, который в те времена воспринимался как диковинка.
Первая реконструкция, уже с расширением мощности, планировалась в 1916 году. Но из-за революции планы пришлось немного изменить, в результате реконструкция началась в середине 1920-х годов и закончилась в 1935 году. 
В 1941 году основное оборудование станции было демонтировано и эвакуировано. Оставшееся оборудование частично было выведено из строя и затоплено в Тьмаке буквально за несколько часов до прихода немецких войск. Но уже в марте 1942 года (сразу же после освобождения Калинина) вновь заработали и первый котёл, и первый генератор. К началу 1943 года станция полностью набрала свою номинальную мощность. В качестве военного наследства ТЭЦ−1 досталось некоторое оборудование, вывезенное из Германии. 

## Деятельность
Установленная электрическая мощность станции составляет 11 МВт. На станции установлено 6 паровых котлов и один турбоагрегат. Используемое топливо: газ и мазут. Основные потребители тепловой энергии ТЭЦ−1 — предприятия текстильной промышленности и коммунально-бытовой сектор г. Твери.